# Helene Bielansky
Helene Bielansky (* 19. März 1931) ist eine ehemalige österreichische Hürdenläuferin und Sprinterin.
Bei den Olympischen Spielen 1952 in Helsinki schied sie über 80 m Hürden im Vorlauf aus.
1951 und 1952 wurde sie Österreichische Meisterin über 80 m Hürden und 1951 über 100 m.

## Persönliche Bestzeiten
- 100 m: 12,6 s, 1951
- 80 m Hürden: 11,6 s, 22. Juli 1951, Wien